# Eriksson (nazwisko)
Ericson, Ericsson, Erickson, Eriksson, Eriksen (występuje w wielu formach zapisu) – grupa nazwisk o jednym rdzeniu należąca do jednych z najbardziej popularnych nazwisk w Skandynawii.
Jest to nazwisko patronimiczne, czyli pochodzące od imienia ojca ("syn Eryka"). Jest popularne również w Szkocji, Islandii i na Wyspach Owczych.
W formie Eriksson pochodzi ze Szwecji. Norweski i duński odpowiednik to Eriksen lub Erichsen (też północnoniemiecki). Warianty zapisu to między innymi Erichson (np. Wilhelm Ferdinand Erichson), Ericson, Ericsson, Erickson, Erikson, Ericssen, Erickssen.
W Szwecji 31 grudnia 2011 nazwisko Eriksson wraz z wariantami zapisu nosiło 148 969 osób.